# Тернопільська вулиця (Київ)
Терно́пільська ву́лиця — вулиця у Святошинському районі міста Києва, місцевості Авіамістечко, Святошин. Пролягає від бульвару Академіка Вернадського до вулиці Олександра Оксанченка і Хмельницької вулиці.
Прилучається Кременецький провулок.

## Історія
Вулиця виникла в середині XX століття під назвою Нова. Сучасна назва — з 1955 року. Спочатку пролягала від Брест-Литовського шосе до вулиці Огарьова. В результаті спорудження Палацу культури авіаційного заводу (1970) та перенумерації більшої частини будинків (1969) вулиця існує фактично номінально.
Перенумерація будинків Тернопільської вулиці 1969 року
| Стара адреса             | Нова адреса                        |
| ------------------------ | ---------------------------------- |
| Тернопільська вул., 4    | Депутатська вул., 10а              |
| Тернопільська вул., 6    | Кременецький пров., 5а             |
| Тернопільська вул., 8/5  | Кременецький пров., 5              |
| Тернопільська вул., 9/7  | Вернадського Академіка бульв., 14б |
| Тернопільська вул., 10/4 | Кременецький пров., 4              |
| Тернопільська вул., 12   | Кременецький пров., 4а             |
| Тернопільська вул., 14/2 | Хмельницька вул., 2                |

На вулиці з незмінною адресою лишилося лише два будинки — 7а та 17, хоча й їх планувалося перенумерувати.